# Tamaz Guelaixvili
Tamaz Guelaixvili (nascut el 8 d'abril de 1978), és un jugador d'escacs georgià, que té el títol de Gran Mestre des de 1999.
Tot i que roman inactiu des de gener de 2018, a la llista d'Elo de la FIDE de desembre de 2021, hi tenia un Elo de 2549 punts, cosa que en feia el jugador número 11 de Geòrgia. El seu màxim Elo va ser de 2623 punts, a la llista d'octubre de 2007 (posició 110 al rànquing mundial).
És conegut pel fet de practicar diverses variants inusuals d'obertura, com ara jugar 2.b3 com a resposta a la siciliana, la francesa, o la Caro-Kann.
|  |

## Resultats destacats en competició
El 2000 es proclamà Campió de Geòrgia.
El 2001 va empatar als llocs 1r-4t amb Yannick Pelletier, Mark Hebden i Vladímir Tukmàkov al 9è Obert de Neuchâtel i el 2006 va guanyar el Torneig Internacional Acropolis a Atenes. El 2008 va empatar als llocs 2n-3r amb Guiorgui Bagatúrov al Torneig Internacional de Gyumri.
També el 2008, va empatar als llocs 4t-8è amb Anton Filippov, Constantin Lupulescu, Nidjat Mamedov i Oleksandr Zúbarev al torneig Obert Romgaz a Bucarest.

### Participació en olimpíades d'escacs
Guelaixvili ha participat, representant Geòrgia, en tres Olimpíades d'escacs (amb un total de 14½ punts de 24 partides, un 60,4%).